# Fountain City (Wisconsin)
Fountain City ist eine Kleinstadt (mit dem Status „City“) im Buffalo County im US-amerikanischen Bundesstaat Wisconsin. Im Jahr 2010 hatte Fountain City 859 Einwohner.

## Geografie
Die Stadt liegt im Westen Wisconsins, am Ostufer des Mississippi, der die natürliche Grenze zu Minnesota bildet. Das Hinterland der Stadt ist hügelig bis leicht bergig.
Die Stadt hat eine Gesamtfläche von 14,4 km², davon sind 11,6 km² Land und 2,9 km² (20,1 %) Wasser.

## Geschichte
Vor der Besiedlung durch weiße Siedler lebten entlang des Mississippi in dieser Gegend Indianer der Stämme der Chippewa und Winnebago. Im Jahre 1839 wurde die Stadt Fountain City gegründet. Der Name stammt von den vielen Quellen im Ort, deren Wasser zum Mississippi abfließt.
Die Siedler bewirtschafteten in den folgenden Jahren die umliegenden Gebiete, brachten auch Wirtschaft in die Gegend. Später fand man viele Reliquien aus den ersten Siedlungsjahrzehnten.

## Bevölkerung
Nach der Volkszählung im Jahr 2010 lebten in Fountain City 859 Menschen in 410 Haushalten. Die Bevölkerungsdichte betrug 74,7 Einwohner pro Quadratkilometer. In den 410 Haushalten lebten statistisch je 2,1 Personen.
Ethnisch betrachtet setzte sich die Bevölkerung zusammen aus 97,0 Prozent Weißen, 0,1 Prozent (eine Person) Afroamerikanern, 1,4 Prozent amerikanischen Ureinwohnern, 0,1 Prozent Asiaten sowie 0,6 Prozent aus anderen ethnischen Gruppen; 0,8 Prozent stammten von zwei oder mehr Ethnien ab. Unabhängig von der ethnischen Zugehörigkeit waren 1,0 Prozent der Bevölkerung spanischer oder lateinamerikanischer Abstammung.
16,9 Prozent der Bevölkerung waren unter 18 Jahre alt, 65,3 Prozent waren zwischen 18 und 64 und 17,8 Prozent waren 65 Jahre oder älter. 46,9 Prozent der Bevölkerung war weiblich.
Das mittlere jährliche Einkommen eines Haushalts lag bei 45.357 USD. Das Pro-Kopf-Einkommen betrug 25.870 USD. 12,9 Prozent der Einwohner lebten unterhalb der Armutsgrenze.

## Charakter der Stadt
Das Stadtbild wird wesentlich durch die Hauptstraße beeinflusst, welche parallel zum Fluss verläuft. Die einzige Bank der Stadt befindet sich an dieser Straße sowie einige winzige Geschäfte.

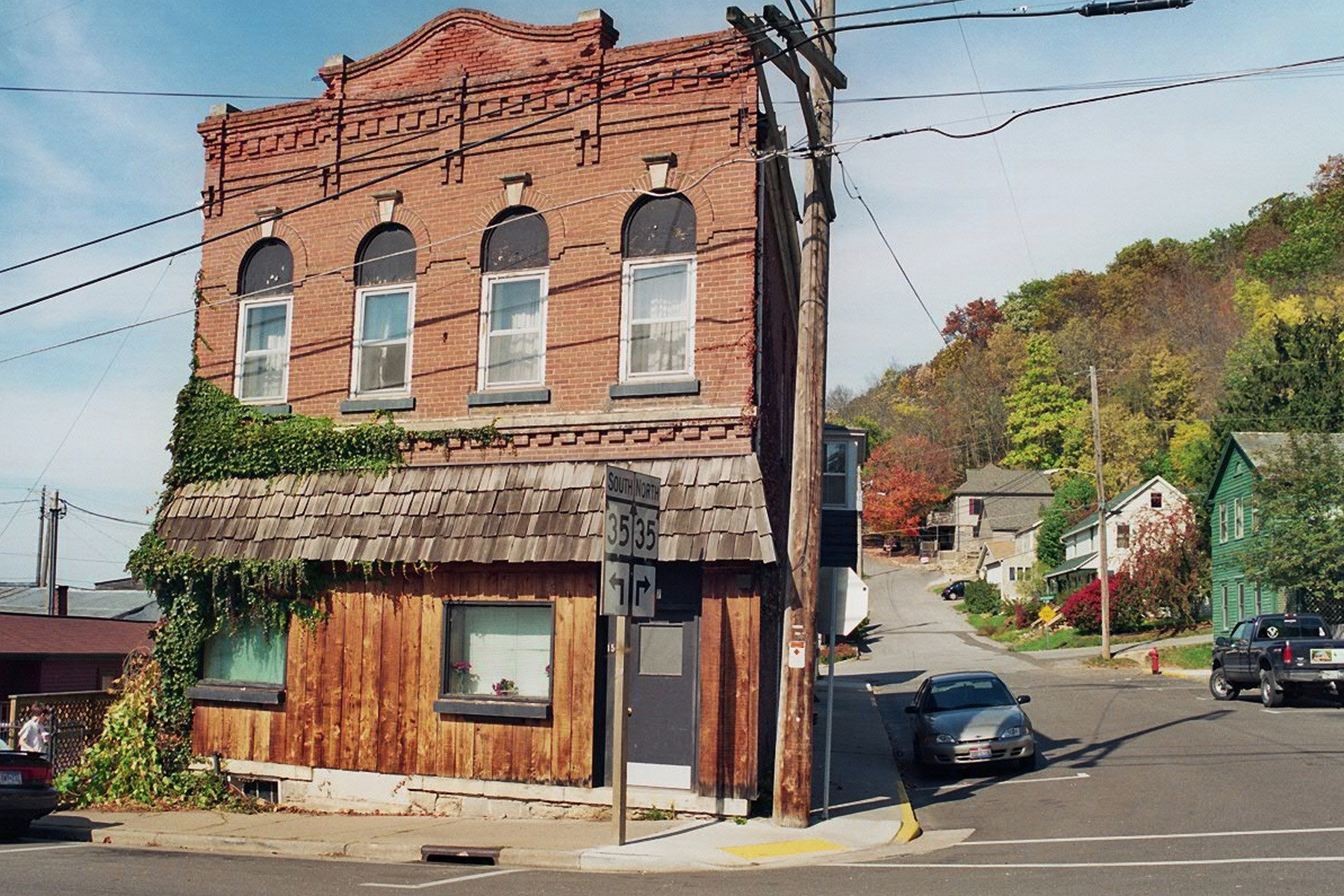
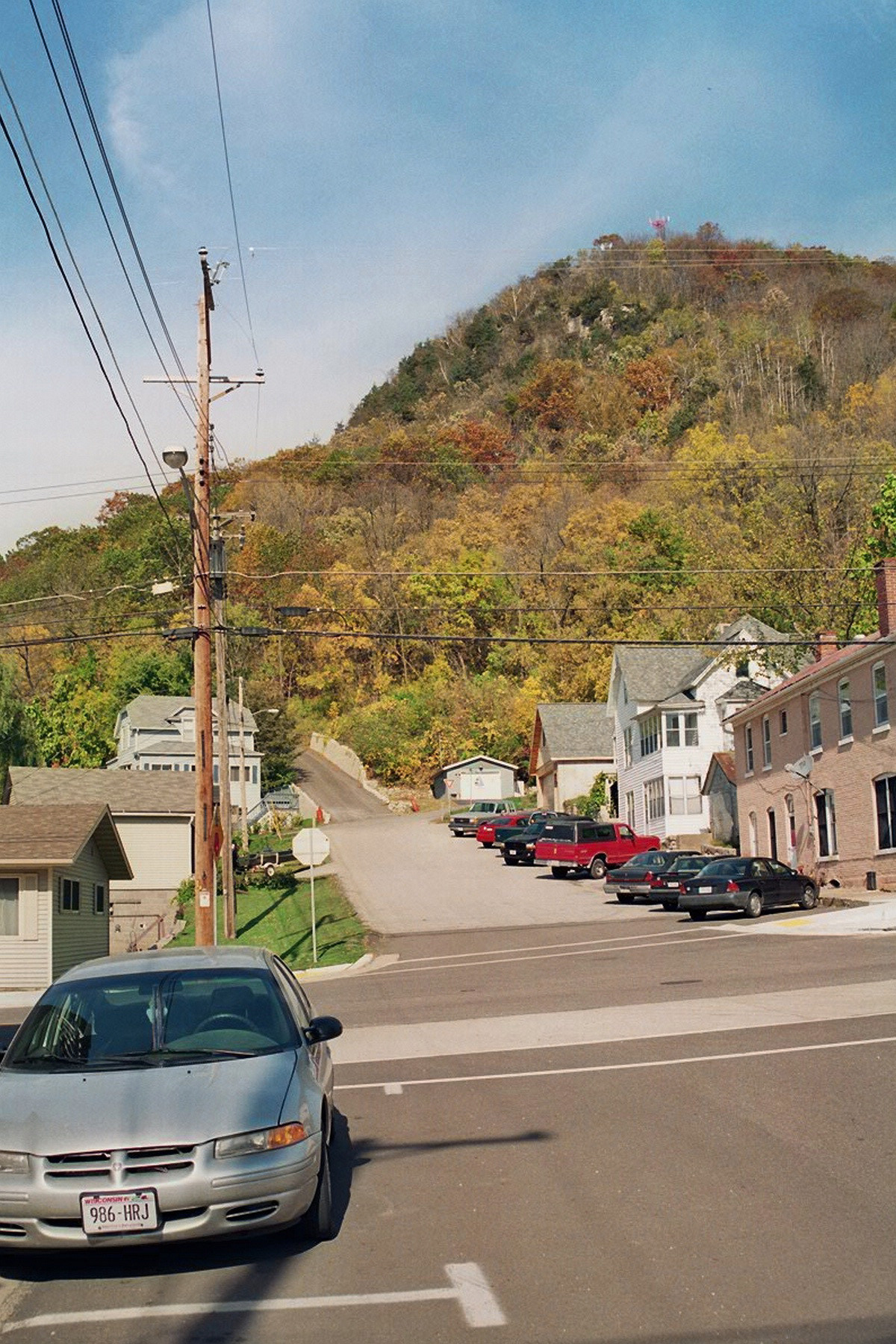
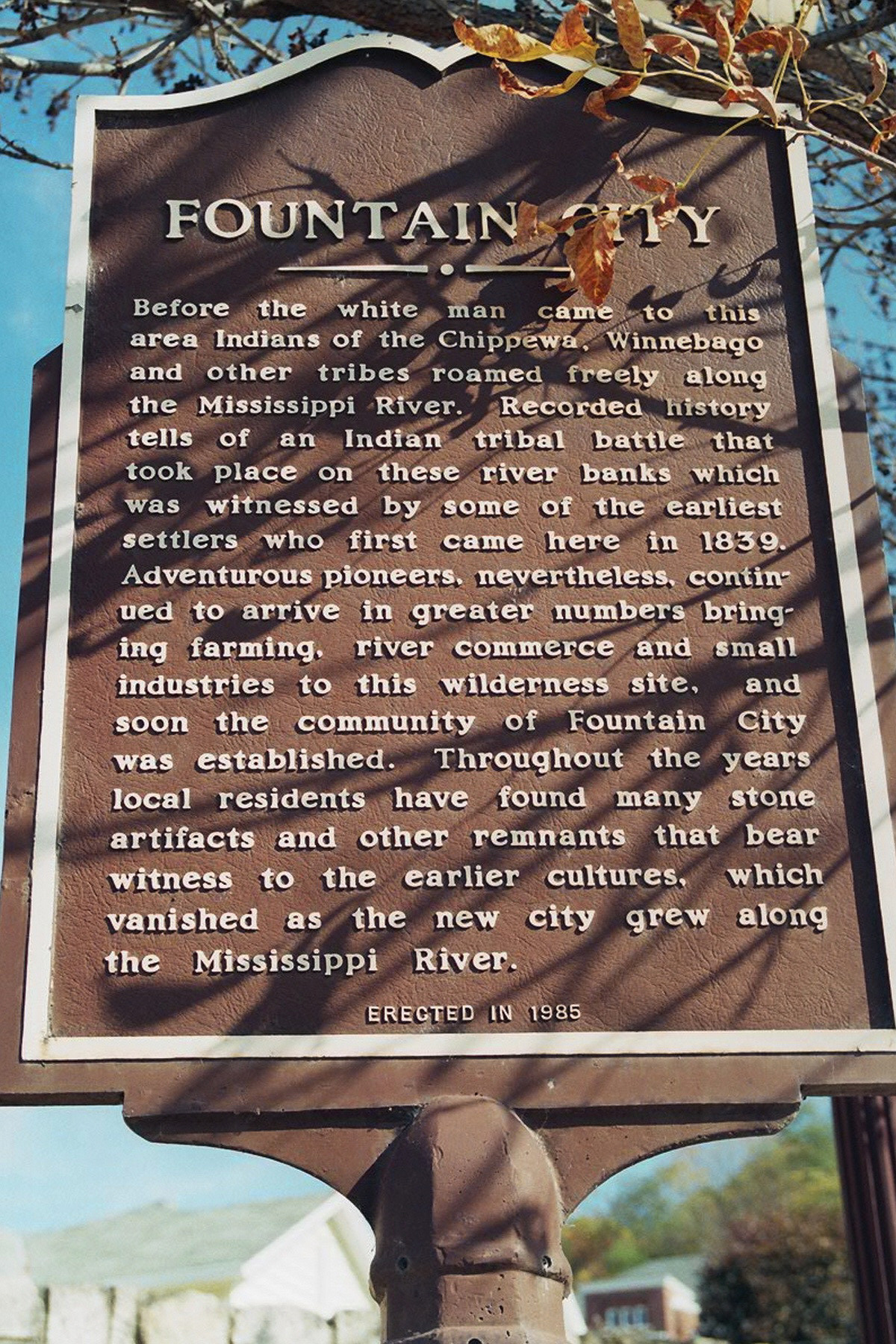
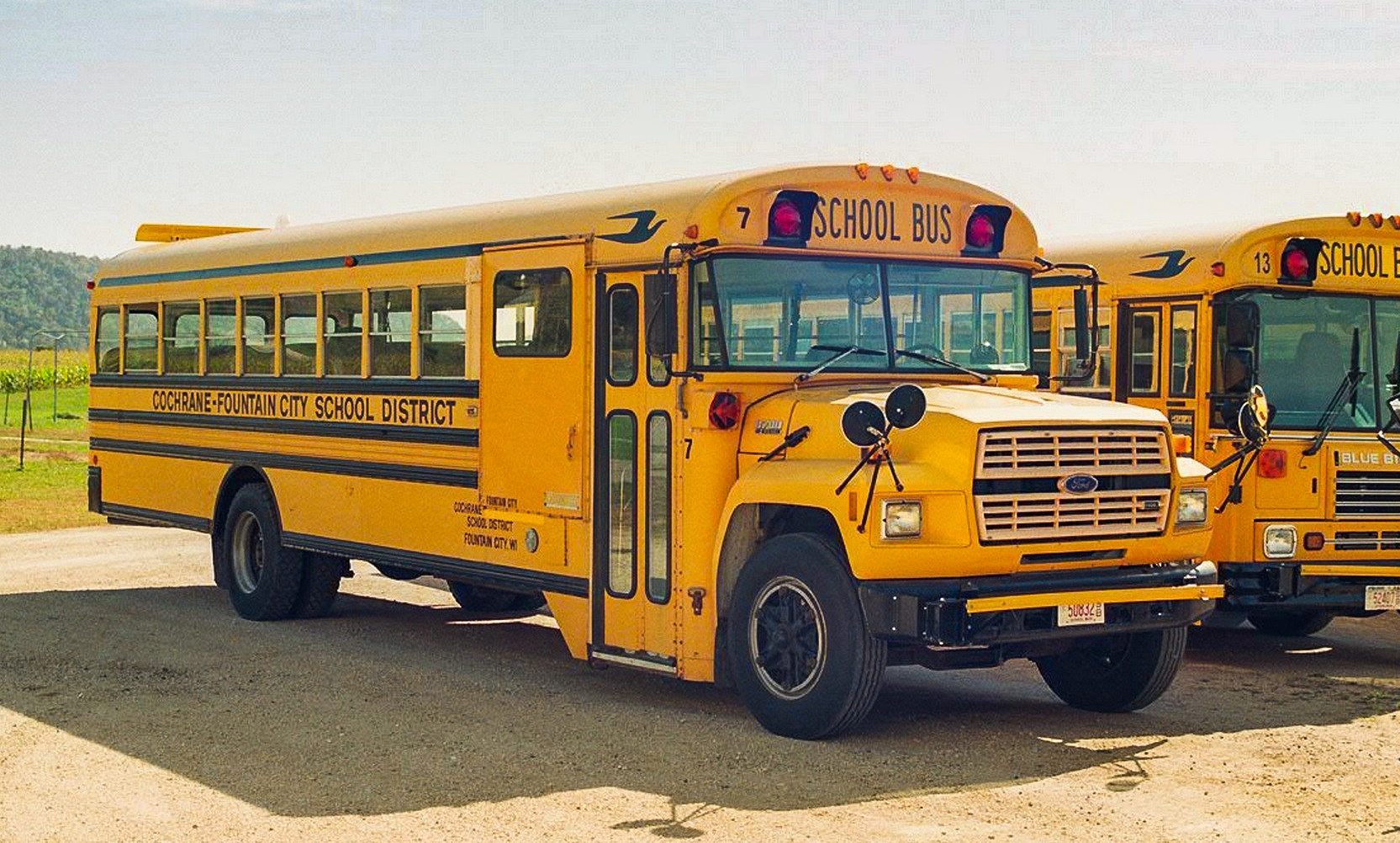

## Religion

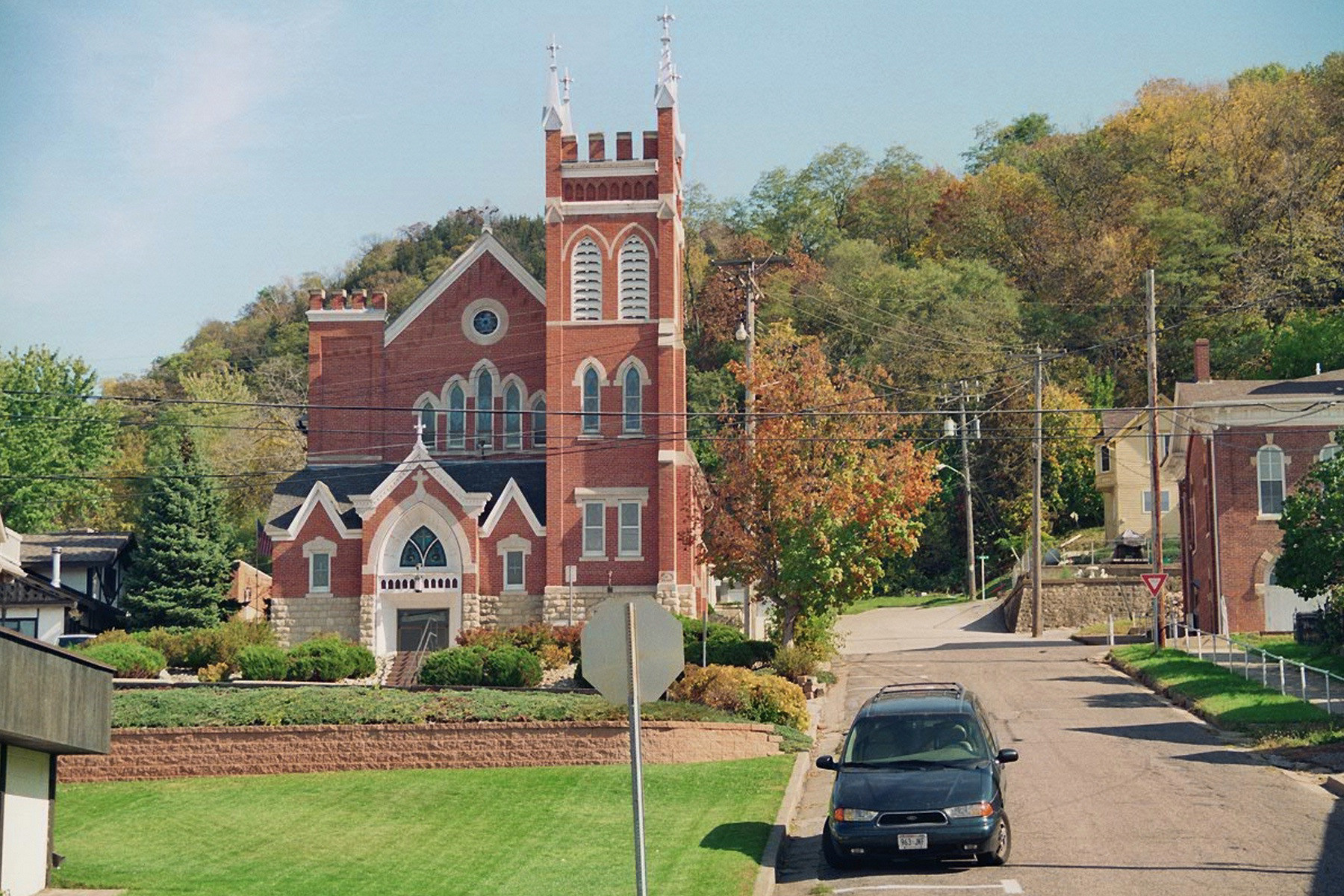
Katholische Kirche Fountain City

In der Stadt existieren mehrere Kirchen. Neben der katholischen Kirche gibt es unter anderem die evangelische „United Church of Christ“.
Die katholische Kirche ist ein typischer neogotischer Mauerwerksbau mit Stilelementen des europäischen Mittelalters, aber auch der englischen Kolonialarchitektur. Sie ist eine einschiffige Kirche mit außenliegendem Glockenturm. Sie wird nachts beleuchtet und ist eines der Wahrzeichen der Stadt.
Die evangelische Kirche ist ein moderner, unscheinbarer Neubau, wenige 100 m von der katholischen Kirche entfernt.